# Der Unglücksritter
Der Unglücksritter (Originaltitel: Opportunity Knocks) ist eine US-amerikanische Filmkomödie von Donald Petrie aus dem Jahr 1990.

## Handlung
Die Betrüger Eddie Farrell und Lou Pesquino brechen in ein Haus ein, in dem sie sich vor dem Bandenchef Sal Nickles verstecken. Sie hören auf dem Anrufbeantworter, dass der Hausherr für eine längere Zeit verreist ist. Farrell gibt sich dann selbst als dieser Mann aus. Er lernt seine Schwester Annie Malkin, eine Ärztin, kennen. Sie hält ihn für den besten Freund ihres Bruders. Eddie verliebt sich in sie.
Annie und Eddie werden ein Paar. Farrell bekommt Arbeit als Marketingchef des Unternehmens, das Annies Vater gehört.
Malkin erfährt, wer Farrell wirklich ist, woraufhin sie Schluss mit ihm macht. Farrells Freund Pesquino wird von Nickles entführt. Farrell begleicht die Schulden bei Nickles mit Geld aus dem Panzerschrank im Büro von Annies Vater. Nachdem Pesquino freigelassen wird, stellen er, Farrell und zwei weitere Freunde Nickles eine Falle. Der Gangster besticht einen vermeintlichen Stadtbeamten, um für seine Abbruchfirma den Auftrag der Sprengung eines Gebäudes zu bekommen. Da das Gebäude gar nicht gesprengt werden sollte, wird er nach der am Wochenende erfolgten Sprengung verhaftet.
Eddie besucht Annie im Krankenhaus, in dem sie arbeitet und bittet sie um Vergebung. Sie verzeiht ihm, nachdem seine Freunde vor Annies Augen einen Unfall vor dem Krankenhauseingang fingieren.

## Kritiken
Hal Hinson bemerkte in The Washington Post, dass Dana Carvey zwar leicht amüsant, aber nicht für die Hauptrolle geeignet sei. Sein Talent sei dafür „zu mager“.
Der bekannte US-amerikanische Filmkritiker Roger Ebert meinte in der Chicago Sun-Times, der Film leihe von Komödien wie Das Geheimnis meines Erfolges und Die Glücksritter und verdanke seine besten Momente der Chemie zwischen Carvey und Loggia. Der Strang der Handlung mit beiden Charakteren sei jedoch nicht genügend ausgebaut.
Das Lexikon des internationalen Films schrieb, der Film sei eine „nach traditionellen Mustern gestrickte Unterhaltung, die durch solide Schauspielerleistungen überzeugt.“
Die Filmzeitschrift Cinema resümierte: „Harmlos-humoriger Hochstapler-Spaß.“

## Hintergrund
Der Film wurde in Los Angeles und in Chicago gedreht. Er spielte in den US-Kinos etwa 11,4 Millionen Dollar ein.